# Dimitri Senmache
Dimitri Nicolás Senmache Artola (Miraflores, 17 de junio de 1974) es un abogado peruano. Fue el Ministro del Interior del Perú, dentro del  gobierno de Pedro Castillo, entre mayo hasta julio de 2022, esto tras ser censurado por el Congreso peruano.

## Biografía
Dimitri Nicolás nació el 17 de junio de 1974, en el Distrito de Miraflores, Perú.
Fue jefe del Gabinete de Asesores del ministerio del Interior cuando lo dirigía Avelino Guillén. También es presidente del Consejo Directivo de la Red Peruana contra la Pornografía Infantil desde el 2006.
Ha desempeñado el cargo de consultor del Programa de las Naciones Unidas para el Desarrollo (UNDP), de la Oficina de Naciones Unidas contra la Droga y el Delito (Unodc) y del Banco Interamericano de Desarrollo (BID).

## Carrera política
Durante las elecciones generales de 2001, postuló sin éxito al cargo de congresista de la república por el Movimiento Independiente Somos Perú – Causa Democrática.
En las Elecciones Municipales Complementarias de 2011 postuló para el cargo de regidor del distrito de Surquillo con Alianza para el Progreso (APP).

### Ministro de Estado

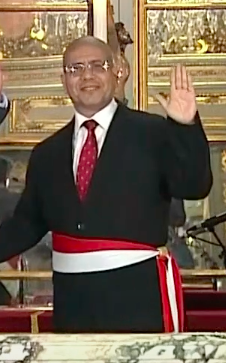
Senmache en su posesión como ministro.

El 22 de mayo de 2022, fue nombrado Ministro del Interior por el presidente Pedro Castillo.
El 23 de junio del mismo año, la bancada de Fuerza Popular presentó una moción de censura en su contra en el Congreso, responsabilizándolo de la fuga del exministro Juan Silva y por la “falta de capacidad de gestión en la conducción en el sector y la grave omisión de funciones que vienen perjudicando gravemente la paz y tranquilidad en el país, así como soslayando la lucha contra la corrupción”. El 30 de junio, el Congreso aprobó el voto de censura con 78 votos a favor.
El 2 de julio del mismo año, el presidente Castillo aceptó su renuncia.